# 訃報 1972年10月
訃報 1972年10月（ふほう 1972ねん10がつ）では、1972年（昭和47年）10月中に物故した、又は物故が報じられた人物についてまとめる。

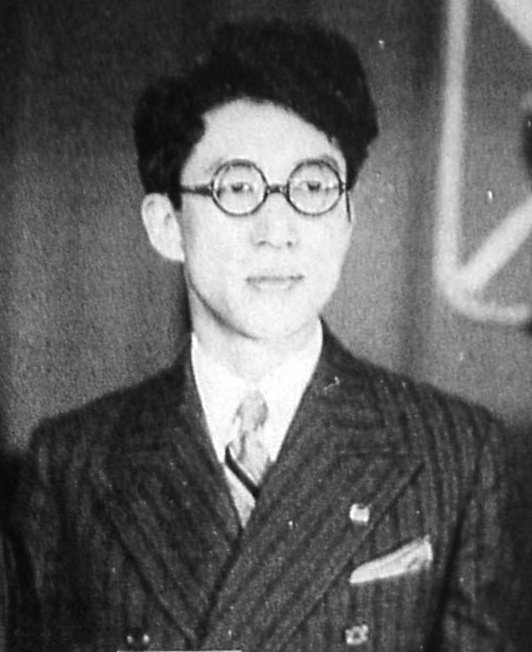
東海林太郎 / 10月4日没

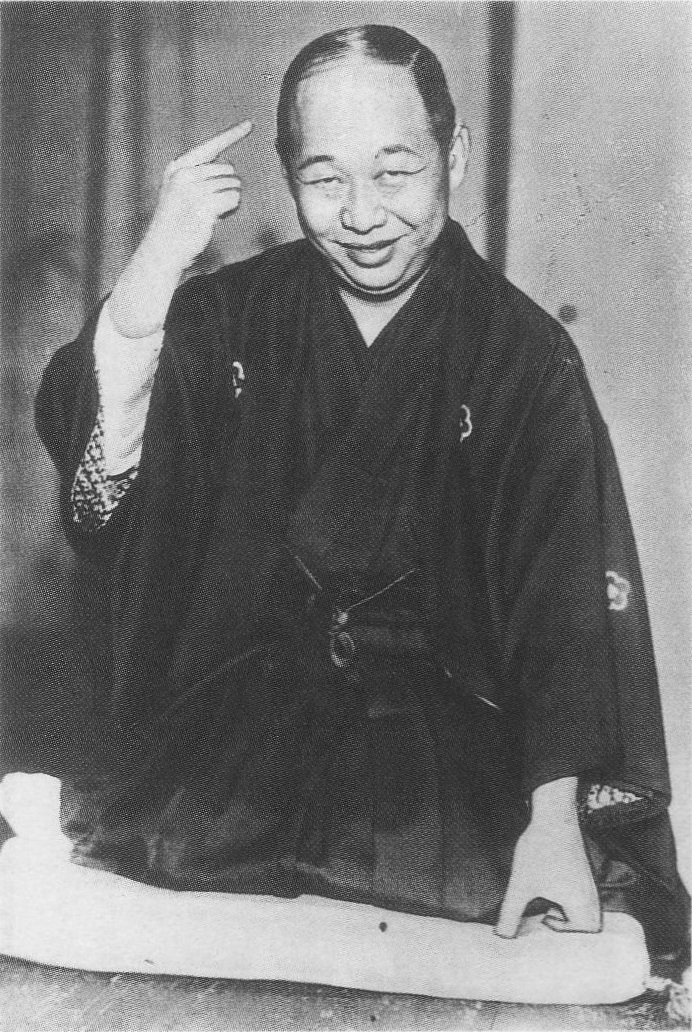
初代柳家金語楼 / 10月22日没

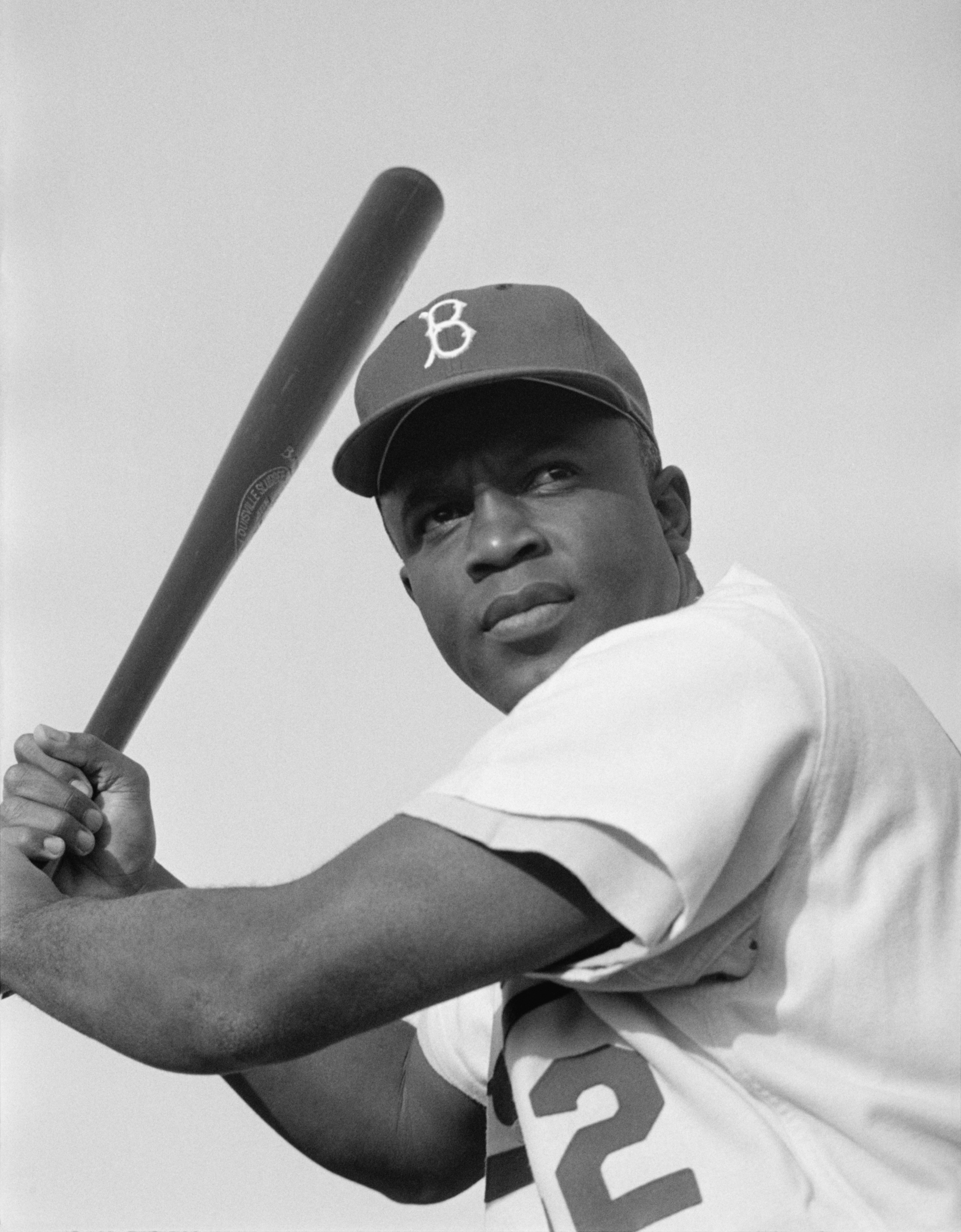
ジャッキー・ロビンソン / 10月24日没

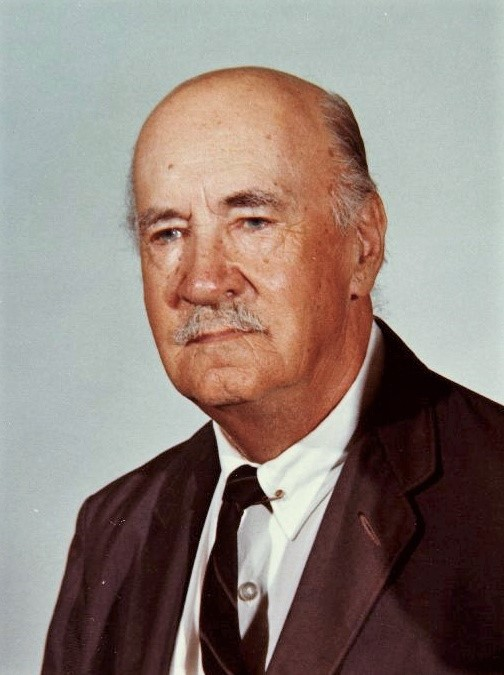
イーゴリ・シコールスキイ / 10月26日没

## （1日 - 15日）
- 10月1日 - 石田民三、映画監督（* 1901年）
- 10月1日 - 児玉桂三、生化学者（* 1891年）
- 10月2日 - ヘルマン・ザンストラ、天文学者（* 1894年）
- 10月4日 - 銅金義一、陸軍軍人（* 1900年）
- 10月4日 - 東海林太郎、歌手（* 1898年）
- 10月4日 - 荒木五郎、陸軍軍人（* 1894年）
- 10月5日 - イワン・エフレーモフ、SF作家（* 1907年）
- 10月5日 - 細田民樹、小説家（* 1892年）
- 10月6日 - 上廣哲彦、道徳家・社会教育家（* 1906年）
- 10月8日 - プレスコット・ブッシュ、米コネチカット州選出の上院議員（* 1895年）
- 10月9日 - デイブ・バンクロフト、メジャーリーガー（* 1891年）
- 10月9日 - 九州錦正男、元大相撲力士（* 1921年）
- 10月10日 - 下田豊松、初代チーフスカウト（* 1887年）
- 10月10日 - 深沢正策、翻訳家（* 1889年）
- 10月10日 - 阿久津川高一郎、大相撲力士（* 1897年）
- 10月13日 - 斎藤玉男、医師（* 1880年）
- 10月13日 - 井原弥一郎、政治家・実業家（* 1922年）
- 10月14日 - 中野五郎、新聞記者・軍事評論家（* 1906年）

## （16日 - 31日）
- 10月16日 - 田辺治太郎、実業家・元サッカー選手（* 1908年）
- 10月16日 - 中畑道子、女優（* 1921年）
- 10月17日 - 明本京静、作詞家・作曲家（* 1905年）
- 10月18日 - 藤波収、実業家（* 1888年）
- 10月18日 - 西原清顕、農場経営者（* 1884年）
- 10月20日 - ハーロー・シャプレー、天文学者（* 1885年）
- 10月22日 - 宮本和吉、哲学者（* 1883年）
- 10月22日 - 本田喜代治、社会学者（* 1896年）
- 10月22日 - 初代柳家金語楼、落語家（* 1901年）
- 10月23日 - 伊達里子、女優（* 1910年）
- 10月23日 - 久布白落実、女性解放運動家（* 1882年）
- 10月24日 - ジャッキー・ロビンソン、元メジャーリーガー（* 1919年）
- 10月26日 - 吉沢一喜、武道家（* 1886年）
- 10月26日 - イーゴリ・シコールスキイ、シコルスキー・エアクラフト創立者（* 1889年）
- 10月28日 - 都築頼助、教育者・都築学園グループの創立者（* 1903年）
- 10月29日 - 高橋清一郎、政治家（* 1910年）
- 10月30日 - 寺島健、海軍軍人（* 1882年）